# Nièvre
Nièvre je francouzský departement ležící v regionu Burgundsko-Franche-Comté. Pojmenovaný je podle řeky Nièvre, přítoku Loiry. Hlavní město je Nevers.